# Tinodes analoka
Tinodes analoka är en nattsländeart som beskrevs av Schmid 1972. Tinodes analoka ingår i släktet Tinodes och familjen tunnelnattsländor. Inga underarter finns listade i Catalogue of Life.